# Stazione di San Fili

Treno a vapore spinto da locotender 981 in arrivo a San Fili, proveniente da Rende

La stazione di San Fili era una delle stazioni, presenziate da assuntore, della dismessa ferrovia a cremagliera Paola–Cosenza a servizio dell'omonimo comune della provincia di Cosenza. Posta nella parte bassa dell'abitato, sorgeva a 514 metri s.l.m.

## Storia
La stazione venne costruita in vicinanza dell'abitato di San Fili poco prima dell'imbocco orientale della lunga galleria di valico ad aderenza naturale per Falconara Albanese. L'apertura dell'impianto avvenne il 2 agosto 1915 contestualmente all'entrata in funzione della linea ferrata tra Paola e Castiglione Cosentino. La stazione fu l'unica di tutta la linea ad essere costruita in prossimità dell'abitato che veniva sottopassato da una breve galleria lato Rende; il progetto previde solo una piccola stazione, con un fabbricato ad una elevazione, provvista di un modesto ma completo scalo merci, fornita di un binario di raddoppio per servizio viaggiatori e di un binario merci passante con alcuni binari tronchi; era fornita anche di torre dell'acqua e colonna idraulica per il rifornimento delle locotender 980 e 981. La cremagliera aveva termine prima degli scambi di ingresso, lato Rende, dopo gli scambi di uscita iniziava la lunga ascesa, ad aderenza naturale, verso la galleria mentre dal lato opposto si trovava l'ultimo tratto a cremagliera, lato Cosenza. Dal 31 maggio 1987 la stazione venne dismessa assieme alla vecchia ferrovia.